# Geldeston
Geldeston is een civil parish in het bestuurlijke gebied South Norfolk, in het Engelse graafschap Norfolk met 117 inwoners.